# タケル道
『タケル道』は週刊少年サンデーで2000年39号より43号及び同年48号より2001年16号まで連載されていた柔道漫画。全3巻。作者は大和八重子、原案協力・監修は格闘家の小川直也。

## あらすじ
氷川南高校の柔道部員・華山タケルは試合でひたすら引き分けを狙う、引き分けゲッターとして部内でも馬鹿にされていた。しかしそれには訳があった。彼は殺人柔術華山御陰流の正統後継者で、暴発して人を傷つけることを恐れて引き分けゲッターに徹していたのだった。
そんなある日、フランスから国際JUDOの申し子、有沢三幸が転校してくる。タケルの力量を見抜いた有沢はタケルを、真剣に柔道に取り組むように促す。しかし、再びタケルを柔術の世界へ引き戻そうとする勢力が現れて…

## キャラクター
華山タケル（かやまたける）
氷川南高校1年生の柔道部員。内気な少年。大会では引き分けゲッターに徹し、部内で馬鹿にされているが、実は殺人柔術華山御陰流の正統後継者で相当の実力をもつ。有沢に触発され、柔道に本格的に取り組むことを決意する。
有沢三幸（ありさわみゆき）
氷川南高校1年生の柔道部員。フランスからの帰国子女で、ヨーロッパジュニアチャンピオンにも輝いた経歴を持つ国際JUDOの申し子。タケルの実力を見抜き、柔道に本格的に取り組むことを促す。
チイちゃん
タケルの幼馴染の女の子。
紀藤零（きとうれい）
タケルの前に現れた謎の少年。タケルを柔術界に連れ戻そうとしている。
タケルの父
タケルの父親。殺人柔術の華山御陰流総帥で、スポーツ化したJUDOを馬鹿にしている。柔道に転向することを願い出たタケルに、「御陰流継承試練其之壱・百人組討」といった厳しい試練を課す。
有沢の父
有沢三幸の父親。かつての柔道の名選手で、タケルの父の友人。柔道の道を世界に求めたため、タケルの父とは対立している。タケルに気をかけている。
沢渡（さわわたり）
氷川南高校柔道部部長。ひ弱そうで実力もあまりないが、終盤に黒帯を取得。

## 単行本
少年サンデーコミックスより発売。
1. ISBN 978-4091261519 発売：2001/01
2. ISBN 978-4091261526 発売：2001/03
3. ISBN 978-4091261533 発売：2001/05